# Wypusk ’97
Wypusk ’97 (ukrainisch Випуск ’97, internationaler Titel: Graduation ’97) ist ein ukrainischer Kurzfilm von Pawlo Ostrikow aus dem Jahr 2017.

## Handlung
Roman lebt ein zurückgezogenes Leben als Techniker in einer ukrainischen Kleinstadt. Liuda, die mit ihm zur Schule gegangen ist, kehrt zurück, nachdem man zwanzig Jahre nicht mehr von ihr gehört hat. Roman bemüht sich sie nicht nochmal zu verlieren.

## Auszeichnungen
2017:
- Odessa International Film Festival: Bester ukrainischer Kurzfilm[1]
- Locarno Film Festival: Cinema and Gioventù Jury Award für den besten internationalen Kurzfilm[2]

- 2018:
- 31. Europäischer Filmpreis: Nominierung als bester Kurzfilm[3]